# اهل خاورمیانه
اهل خاورمیانه نام آلبومی بی‌کلام از مهدی رجبیان موسیقی دان ایرانی به همراه دوازده موزیسین از کشورهای مختلف خاورمیانه می‌باشد. این آلبوم در سبک‌های موسیقی کلاسیک و خاورمیانه‌ای در مارس ۲۰۱۹ میلادی برابر با اسفند ۱۳۹۷ شمسی توسط انتشارات سونی موزیک در جهان منتشر شد. نکته قابل توجه انتشار این آلبوم عدم پخش آن در ایران به علت ممنوع‌الفعالیت بودن مهدی رجبیان می‌باشد. این آلبوم از ۱۱ قطعه که در مجموع ۴۰ دقیقه می‌باشند، تشکیل شده و ایدهٔ ابتدایی این مجموعه زمانی که رجبیان به دلیل فعالیت موسیقی در زندان اوین به سر می‌برده نوشته شده‌است. در این آلبوم از کشورهای ایران، ترکیه، یمن، فلسطین، سوریه (لبنان)، عراق، اردن، عمان، مصر، بحرین، و البته کشورهای آذربایجان و تاجیکستان به عنوان مهمان دعوت به عمل آمده‌است. در این آلبوم از سازهای بومی خاورمیانه استفاده شده و اولویت آلبوم بر نغمه‌های خاورمیانه‌ای بوده‌است. البته در دو آهنگ از این آلبوم از ملودی و تنظیمی با الهام از موسیقی بومی کشورهای مبدأ استفاده شده که هر یک دارای پیامی خاص در راستای اهداف آلبوم بوده‌اند.

## انتشار
این آلبوم در مارس ۲۰۱۹ توسط انتشارات سونی میوزیک در سطح بین‌المللی منتشر شد. فروش این آلبوم هم به طریق فیزیکی و هم از طریق آی‌تونز به صورت دیجیتالی شکل گرفت. البته به دلیل ممنوعیت مهدی رجبیان این آلبوم هرگز در ایران رونمایی نشده‌است.

## نقاشی برای یازده قطعه آلبوم
زهرا دوغان نقاش اهل ترکیه به‌صورت داستان برای یازده قطعه آلبوم نقاشی کشیده‌است، زهرا دوغان برای فعالیت نقاشی حدود دو سال در زندان ترکیه بوده‌است و این پروژه اولین فعالیت هنری او بعد از آزادی زندان می‌باشد. روزنامه لو موند، سی بی سی و واشینگتن پست حضور او را در پروژه اعلام کردند.

## جلد آلبوم
عکس جلد آلبوم اثر رضا دقتی عکاس معروف ایرانی می‌باشد، رضا دقتی در مصاحبه خود با خبرگزاری الجزیره اعلام کرده‌است این عکس را در کشور عراق گرفته‌است.

## رقص (فرم)
اجرای رقص (فرم) توسط هلیا بنده رقاص ایرانی مقیم هلند انجام شده‌است. هلیا بنده بروی موسیقی کشور ایران با فرم رقص قاجاری، در پیام و فلسفه اجرایی را انجام داده‌است. این ویدیو توسط  ای بی سی و فایننشال تایمز منتشر شده‌است.

## وضیعت هنرمندان در هنگام خلق آثار
اکثر ملودی‌های این آلبوم در میان جنگ، یا در قایق پناهجویانی سرگردان و فراری از جنگ، زندان و فقر، خلق شده‌است. رجبیان که خود برای فعالیت موسیقی حدود دوسال را در زندان اوین گذرانده بود در هنگامه حبس دست به نوشتن این اثر زده‌است و پیام آلبوم را ظلم و ستم و حقوق بشر و جنگ و صلح و آزادی بیان کرده‌است.

## واکنش خبری
روزنامه‌های مانند فایننشال تایمز، اسکای نیوز، العربیه، نشنال، دویچه وله، سانگ لاینز، آرت نت، واشینگتن پست، سی بی سی، فاکس نیوز، لو موند، ایندیپندنت، یورونیوز، رویترز، سی بی اس، ام اس ان، الجزیره، نیوز ویک، یاهو! نیوز، بی‌بی‌سی ورلد، کویر المان… خبر آلبوم را پوشش داده و ان را قابل تأمل بیان کرده‌اند. واشینگتن پست در مقاله ای بیان داشت موسیقی می‌تواند از درد و حقوق انسانی بگوید و برای تفریح و سرگرمی نباشد. نیوزویک آلبوم را یکی از باشکوه‌ترین آلبوم‌های معرفی شده از خاورمیانه ذکر کرده و آن را تجلی شور انسانی در برابر سختی‌های زندگی برشمرده است.

## بازداشت و توقیف پروژه
مهدی رجبیان آهنگساز و بنیان‌گذار پروژه، به دلیل حضور رقصنده در پروژهٔ اهل خاورمیانه مجدد بازداشت شد. خبرگزاری فاکس نیوز بعد از چند ساعت اعلام کرد مهدی رجبیان با قید وثیقه موقتاً تا روز دادگاه آزاد شده‌است. خبرگزاری رویترز دلیل بازداشت او را رقص زن در پروژه اهل خاورمیانه و آواز زن در آلبوم جدید او که آماده انتشار بود ذکر کرده‌است. در مقاله رویترز  نوشته شده‌است، مهدی رجبیان تا روز دادگاه در بازداشت خانگی است. سازمان آزادی موسیقی به قاضی پرونده مهدی رجبیان هشدار داده‌است، اگر پرونده جدید باعث زندان مجدد رجبیان شود از اتحادیه اروپا برای اولین بار خواستار تحریم وزیر فرهنگ هنر ایران می‌شود. بعد از بازداشت مهدی رجبیان پروژه متوقف شده‌است.